# Quan arribarem?
Quan arribarem? (títol original en anglès: Are We There Yet?) és una pel·lícula de comèdia estatunidenca del 2005 produïda per Revolution Studios, distribuïda per Columbia Pictures i dirigida per Brian Levant. Encara que va ser criticada pels crítics, va guanyar 82 milions de dòlars només a l'Amèrica del Nord i va vendre 3,7 milions de DVD.
La pel·lícula està ambientada a Portland (Oregon, EUA), a Vancouver (Colúmbia Britànica, Canadà) i en altres parts del nord-oest del Pacífic, però es va filmar majoritàriament a Vancouver. Una seqüela, Are We Done Yet?, es va estrenar el 2007, i una sèrie de televisió basada en la pel·lícula, amb els personatges principals, es va estrenar el 2010.  Ha estat doblada al català.

## Argument
Nick Persons (Ice Cube), un solter que espera la seva ànima bessona, coneix una atractiva noia anomenada Suzanne Kingston (Nia Long), que s'acaba de divorciar. Quan en Nick està a punt de convidar-la a sortir descobreix que té dos fills: en Kevin (Philip Daniel Boldeny) i la Lindsey (Aleisha Allen). En Nick canvia d'opinió i no la convida, ja que no li agraden gens els nens. Una nit plujosa, mentre en Nick torna a casa, veu la Suzanne parada al carrer perquè se li ha espatllat el cotxe. En Nick la vol ajudar, però amb tanta pluja no pot i decideix portar-la a casa amb el seu cotxe. Els dies següents, en Nick porta la Suzanne a la feina. Un dia, de tornada, la Suzanne ha d'anar a Vancouver i en Nick la porta a l'aeroport. La Suzanne demana al seu ex que reculli els nens, però no pot. Segons la Suzanne, són excuses per no haver d'estar amb ells. Aleshores, decideix tornar a casa, però en Nick s'ofereix a recollir-los. L'endemà, en Nick va amb en Kevin i la Lindsey. En Nick dona una navalla a en Kevin, però la Lindsey no hi està d'acord perquè és molt petit. A l'aeroport, en Kevin veu un cartell que prohibeix objectes perillosos com les navalles i fa l'entremaliadura de ficar la que porta a la butxaca d'en Nick. Quan escorcollen en Nick descobreixen la navalla i els fan fora de l'aeroport. En Nick decideix agafar el tren, però, quan ja han pujat tots tres, en Kevin i la Lindsey baixen perquè la capa del ninot que porta el nen havia caigut. En Nick no ho veu i el tren arrenca sense els nois. Quan se n'adona, salta a la via i el tren s'allunya amb l'equipatge.
 

## Repartiment
- Ice Cube: Nicholas "Nick" Persons, un solter que no pot veure els nens.
- Nia Long: Suzanne Kingston, una dona atractiva i divorciada mare de dos fills, en Kevin i la Lindsey.
- M. C. Gainey: Al Buck (conegut com a "Big Al"), un camioner que en la pel·lícula mira de "rescatar" en Kevin i la Lindsey d'en Nick diverses vegades perquè es pensa que els ha segrestat.
- Aleisha Allen: Lindsey Kingston, la filla malcriada i antagònica de la Suzanne.
- Philip Daniel Bolden com Kevin Kingston, el fill asmàtic de la Suzanne. A diferència de la seva germana, és un nen molt dolç.
- Jay Mohr: Marty, el millor amic d'en Nick.
- Tracy Morgan: Satch the Bobblehead (veu).
- C. Ernst Harth: Ernst.
- Nichelle Nichols: Miss Mable, mainadera de la Lindsey i en Kevin

## Rebuda
La pel·lícula va rebre crítiques molt negatives. A ‘‘ Rotten Tomatoes ‘‘ té una ràtio de 12%, basat en 113 comentaris amb una classificació de 3.3/10.